# شارد جليدي

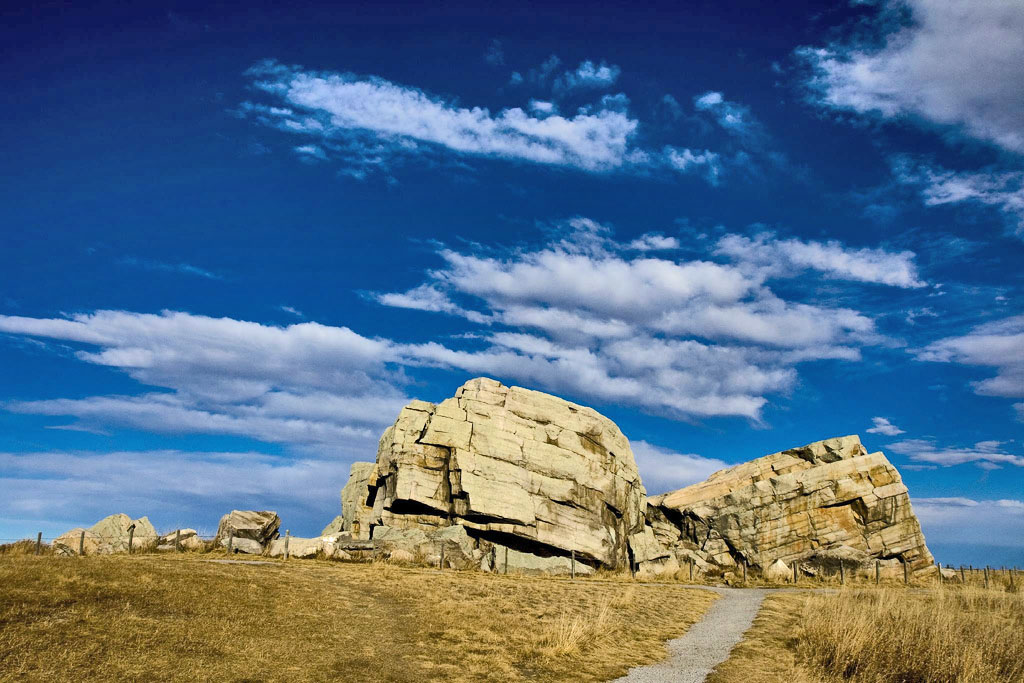
صخرة كبيرة في ألبرتا.

الشارد الجليدي (بالإنجليزية: Glacial erratic)‏، هي كتلة صخرية كبيرة ومعزولة تختلف في حجمها ونوعيتها بحسب المنطقة الكائنة فيها يكون خلفها نهر جليدي.